# Ахмед, Ваджихудин
Ваджихудин Ахмед (англ. Wajihuddin Ahmed), (урду وجیہ الدین احمد‎) — пакистанский государственный деятель. Отставной судья Верховного суда Пакистана, активист по защите прав человека и бывший профессор права в Синдском мусульманском правовом колледже.

## Биография
Ваджихудин Ахмед родился 1 декабря 1938 года в городе Нью-Дели, Британская Индия. В 1947 году после раздела Британской Индии его родители переехали жить в Пакистан. Получив юридическое образование Ваджихудин начал работать в судебной системе Пакистана. В 1998 году стал председателем Высокого суда провинции Синд, а в 1999 году стал судьей Верховного суда Пакистана. Был снят с данной должности из-за того, что выступал против военного правительства страны во главе с Первезом Мушаррафом. С 1999 года по 2007 год занимался оппозиционной деятельностью и в конечном счёте неудачно баллотировался в президенты Пакистана в октябре 2007 года. В 2011 году он  присоединился к партии известного пакистанского оппозиционера Имрана Хана Техрик-е-Инсаф. В 2013 году второй раз баллотировался в президенты Пакистана, однако вновь проиграл, на этот раз представителю партии Пакистанская мусульманская лига (Н) Мамнуну Хусейну.